# Rhescyntis reducta
Rhescyntis reducta is een vlinder uit de familie nachtpauwogen (Saturniidae), onderfamilie Arsenurinae.
De wetenschappelijke naam van de soort is voor het eerst geldig gepubliceerd door Becker & Camargo in 2001.